# Ідріс III (емір Малаги)
Ідріс ІІІ аль-Самім (араб. إدريس السامي بالله; д/н — 1053) — 7-й емір Малазької тайфи в 1053 році.

## Життєпис
Походив з династії Хаммудидів. Син Ях'ї II, еміра Малазької тайфи. У 1053 році після смерті стрийка Мухаммеда I, еміра Малаги, успадкував трон.
Втім невдовзі його було атаковано Бадісом, еміром Гранади. В самій Малазі почалися заворушення. Ідріс III втік до Сеути, де був схоплений та страчений. Трон повернуто Ідрісу II.